# پتره تسیسکاریشویلی
پتره تسیسکاریشویلی (گرجی: პეტრე ცისკარიშვილი) یک سیاستمدار اهل گرجستان است.او در ۲۷ فوریه ۱۹۷۴ در تفلیس متولد شد و از سال ۲۰۰۶ تا ۲۰۰۸ وزارت کشاورزی گرجستان را بر عهده داشت.